# Cour du Sud
La Cour du Sud (南朝, Nanchō) désigne quatre empereurs dont les légitimes revendications ont été usurpées pendant l'époque Nanboku-chō allant de 1336 jusqu'en 1392. La Cour du Sud a été définitivement remplacée en 1392 par la Cour du Nord.

## Vue d'ensemble de l'époque Nanboku-chō
La genèse de la Cour Nord remonte à l'empereur Go-Saga, qui règne de 1242 jusqu'en 1246. Deux de ses fils succèdent à Go-Saga, l'empereur Go-Fukakusa et l'empereur Kameyama, qui se relayent sur le trône. Cela parce que sur son lit de mort en 1272, Go-Saga a insisté pour que ses fils adoptent un plan selon lequel les futurs empereurs des deux lignes fraternelles monteraient sur le trône en succession alternée. Ce plan s'avère irréalisable, résultant en factions rivales et en prétendants rivaux au trône.
Les descendants de Go-Fukakusa sont appelés les Jimyōin-tō (持明院統) tandis que les descendants de Kameyama sont connus comme les Daikakuji-tō (大覚寺統).

## Cour du Nord
En 1331, l'empereur Go-Daigo (du Daikakuji-tō) est déposé après l'échec de son complot contre le shogunat Kamakura, qui intronise comme nouvel empereur Kōgon, cousin au deuxième degré de Go-Daigo et fils de l'ancien empereur Go-Fushimi du Jimyōin-tō. Après la disparition du shogunat de Kamakura en 1333, Kōgon perd son protecteur et Go-Daigo organise la restauration de Kenmu. En 1336 il est à nouveau chassé par le nouveau shogun Ashikaga qui le remplace par l'empereur Kōmyō, frère de Kōgon, dont la famille forme ainsi une Cour Impériale alternative à Kyoto, appelée Cour du Nord parce que son siège se trouve au nord de celui de son rival. Go-Daigo se réfugie au sud avec les insignes impériaux et forme une cour rivale en exil.
Au cours de l'ère Meiji, un décret impérial en date du 3 mars 1911 établit que les monarques légitimes de cette période sont les descendants directs de l'empereur Go-Daigo, par l'empereur Go-Murakami dont la Cour du Sud (南朝, nanchō) a été créée en exil à Yoshino, près de Nara.
La Cour du Nord (北朝, hokuchō) établie à Kyoto par Ashikaga Takauji est donc considérée comme illégitime.

### Prétendants du Nord
Les empereurs de la Cour du Nord (Hokuchō) sont :
- Kōgon 1332-1333[7].
- Kōmyō 1336-1348[8].
- Sukō 1348-1351[9].
- Go-Kōgon 1352-1371[10].
- Go-En'yū 1371-1382[11].
- Go-Komatsu 1382-1392 (continue à régner en tant qu'empereur légitime de 1392-1412)[12].

## Cour du Sud
La cour impériale soutenue par les shoguns Ashikaga est concurrencée par la Cour du Sud (南朝, nanchō) de Go-Daigo et descendants. Son nom vient de ce que son siège se trouve dans un endroit situé au sud de celui de son rival.  Bien que l'emplacement précis du siège des empereurs change, il est souvent identifié comme étant simplement « Yoshino ».
En 1392, l'empereur Go-Kameyama de la Cour du Sud est vaincu et abdique en faveur de l'arrière petit-fils de Kōgon, l'empereur Go-Komatsu, mettant ainsi fin à la division. La Cour du sud de la ligne impériale japonaise est néanmoins perçue comme légitime. En fait, les membres de la Cour du Nord sont appelés officiellement prétendants. Un descendant de la Cour du Sud, Hiromichi Kumazawa, se déclare empereur légitime du Japon dans les jours qui suivent la fin de la guerre du Pacifique. Il affirme que l'empereur Hirohito est un imposteur en faisant valoir que la lignée entière de celui-ci descend de la Cour du Nord. Malgré cela, il n'est pas arrêté pour crime de lèse-majesté, même quand il porte l'insigne impérial. Il produit un koseki prouvant son lignage jusqu'à Go-Daigo à Yoshino, mais ses prétentions et sa rhétorique n'entraînent pas autre chose que de la sympathie.

### Empereurs de la Cour du Sud
Les empereurs de la Cour du Sud (Nanchō) sont :
- Go-Daigo 1336-1339[14].
- Go-Murakami 1339-1368[15].
- Chōkei 1368-1383[16].
- Go-Kameyama 1383-1392[17].

## Réunification des Cours impériales
Go-Kameyama conclut un accord avec Go-Komatsu pour revenir aux anciennes alternances sur un plan de dix ans. Cependant, Go-Komatsu rompt cette promesse, non seulement en restant au pouvoir pendant 20 ans, mais en se faisant remplacer par son propre fils, plutôt que par le prétendant de l'ancienne Cour du Sud.